# Tomodachi Life
Tomodachi Life — социальная видеоигра -симулятор, разработанная Nintendo SPD и изданная Nintendo для Nintendo 3DS . В игре рассказывается о повседневном взаимодействии персонажей Mii (называемых «островитянами»). Они заводят друзей, решают повседневные проблемы и общаются с игроком.
Tomodachi Life — это продолжение эксклюзивной для Японии Tomodachi Collection для Nintendo DS .
Билл Тринен, старший менеджер по маркетингу продукции Nintendo of America, заявил, что «не был уверен, втянется ли он», но после игры обнаружил, что она его «зацепила». Игра была выпущена в апреле 2013 года в Японии, в июне 2014 года в Северной Америке, Европе, Австралии и июле 2014 года в Южной Корее.
По всему миру было продано более 6,69 миллионов копий, игра является одиннадцатой самой продаваемой игрой на консоль Nintendo 3DS.
Игра получила неоднозначные отзывы, пользователи хвалили её игровой процесс и общее очарование, но критиковали её упрощённые мини-игры и отсутствие возможности контроля со стороны игрока. В Японии было продано более 400 тысяч копий, многими она считается успешной. Именно Tomodachi Life представила тот уровень кастомизации Mii-персонажей, который вскоре был расширен в других играх Nintendo (например в Miitopia и закрытой в 2018 году Miitomo)

## Отзывы
| Сводный рейтинг | Сводный рейтинг |
| Агрегатор       | Оценка          |
| --------------- | --------------- |
| GameRankings    | 72,36 %         |